# 日本測量協会
日本測量協会（、英: Japan Association of Surveyors）は、測量及び地理空間情報関係技術者で組織する団体で、測量士、測量士補などから構成される公益社団法人である。1951年（昭和26年）設立。

## 概要
- 所　在：東京都文京区小石川1-5-1 パークコート文京小石川 ザ タワー5階
- 会　長：清水英範（東京大学名誉教授、日本大学客員教授。地理情報学、国土・都市計画。）
- 副会長：村上真幸、瀬戸島政博

## 事業
- 測量に関する調査研究
- 測量実施の企画、設計等に関する指導
- 測量成果及び測量機器の検定
- 民間開発測量技術の技術審査・証明
- 機関誌及び測量関係図書の刊行
- 測量技術者の養成のための社会通信教育の実施及び講習会の開催
- 測量に関する講演会の開催並びに測量技術等の見学及び視察
- 測量専門技術者の認定
- 測量技術の実地指導並びに測量に関する研究資料の収集及び交換
- 空中写真の収集及び頒布
- その他、本会の目的を達成するために必要な事業

## 主な定期刊行物
- 月刊『測量』（『測量：地理空間情報の科学と技術』、1951年創刊、ISSN 0285-7790）
- 『応用測量論文集』（1990年創刊、ISSN 2185-1867）